# Antonio Petit Caro
Antonio Petit Caro (Sevilla, 21 de diciembre de 1943-Madrid, 26 de febrero de 2021) fue un periodista español.

## Biografía
Se licenció en periodismo por la Universidad de Navarra con la tesis "Aproximación a la fiesta de toros. El periodismo como fuente histórica". 
Nada más acabar la carrera, en 1967, se instaló en Bilbao, donde desarrolló casi toda su trayectoria periodística, entrando a trabajar en la desaparecida Gaceta del Norte. En 1980 fue nombrado director de este periódico del que anteriormente había sido subdirector. En 1982 fundó, junto a otros colegas, la Agencia VascoPress, que fue la primera agencia promovida por profesionales y no por empresas de comunicación, de la que fue presidente y director hasta 1999. La banda terrorista ETA planificó un atentado contra la agencia, que no llegó a realizarse. La crisis económica general provocó en 2015 el cierre de la agencia de noticias Vasco Press.
En ese año se trasladó a Madrid para trabajar en UNESA, la patronal de las eléctricas, ocupando el cargo de director de comunicación y relaciones externas. Posteriormente fue editor del portal especializado Taurologia.com. En 1987 fue nombrado presidente de la Asociación de Periodistas de Vizcaya, y en 1993 de la Federación de Asociaciones de Periodistas de España (FAPE). Desde su creación y hasta 2010, fue vocal del Comité de Quejas y Deontología de la FAPE.
Periodista reconocido en el ámbito profesional, especialmente en el campo del periodismo taurino. Durante sus últimos años fue director de comunicación de UNESA.
Estuvo casado con la periodista Charo Zarzalejos, con quien fue padre de cuatro hijos.

## Obras
Publicó varias obras de temática taurina, entre las que destacan: 
- Por la Puerta Grande, editado con ocasión de los XXV años de la muerte de Manuel Rodríguez "Manolete"
- Romance de cara y cruz a la muerte de Antonio Bienvenida (1976), libro colectivo promovido por un grupo de poetas castellanos con ocasión de la muerte del torero Antonio Bienvenida.
- La Lidia y el toreo, en el que se realiza un análisis de las principales figuras de la tauromaquia universal.
- Diego Puerta. Arte, valor y casta de un torero de Sevilla (2012), una biografía del torero Diego Puerta, editado por la Fundación Cajasol.

## Premios
Recibió, los siguientes premios:
- premio “Guría” de cuentos

- premio de Ensayo Taurino “Ateneo” de Sevilla
- Insignia de oro de la FAPE.